# Benny Nielsen (piłkarz)
Jørgen „Benny” Nielsen (ur. 17 marca 1951 w Frederiksværku) – duński piłkarz występujący na pozycji napastnika. Trener piłkarski.

## Kariera klubowa
Nielsen karierę rozpoczynał w sezonie 1969 w pierwszoligowym zespole Akademisk BK. W sezonie 1970 wywalczył z nim wicemistrzostwo Danii. W 1971 roku przeszedł do belgijskiego Cercle Brugge. Spędził tam trzy sezony, a potem odszedł do RWD Molenbeek. W sezonie 1974/1975 zdobył z nim mistrzostwo Belgii. Graczem Molenbeek był do sezonu 1976/1977.
Następnie Nielsen przeszedł do Anderlechtu. W sezonie 1977/1978 wywalczył z nim wicemistrzostwo Belgii, a także wygrał rozgrywki Pucharu Zdobywców Pucharów. W 1978 roku zdobył też Superpuchar Europy. W kolejnych sezonach wraz z Anderlechtem wywalczył jeszcze wicemistrzostwo Belgii (1978/1979), a także mistrzostwo Belgii (1980/1981).
W 1981 roku Nielsen został graczem francuskiego AS Saint-Étienne. W Division 1 zadebiutował 12 września 1981 w wygranym 4:0 meczu z Olympique Lyon, w którym strzelił także gola. W sezonie 1981/1982 wraz z Saint-Étienne wywalczył wicemistrzostwo Francji. W 1982 roku wrócił do Akademisk BK, grającego już w drugiej lidze. W 1983 roku zakończył tam karierę.

## Kariera reprezentacyjna
W reprezentacji Danii Nielsen zadebiutował 11 listopada 1970 w przegranym 0:1 meczu eliminacji Mistrzostw Europy 1972 ze Szkocją. 27 października 1976 w wygranym 5:0 pojedynku eliminacji Mistrzostw Świata 1978 z Cyprem strzelił pierwszego gola w kadrze. W latach 1970–1980 w drużynie narodowej rozegrał 26 spotkań i zdobył 6 bramek.